# Alveolær konsonant
En alveolær konsonant eller alveolar udtales ved at tungen føres sammen med tandkødet, og fæstnes til fortænderne. De frikative alveolære konsonanter inddeles i dentale, alveopalatale og postalveolære, mens de øvrige normalt grupperes sammen som alveolære.